# Ольвійський дельфін (монета)
Ольвійський дельфін — дрібна мідно-бронзова монета міста-колонії Ольвія для місцевого обігу.
Як відомо, перші електрові, золоті та срібні монети виникли на території сучасної Туреччини; ольвійські дельфіни — серед перших у світі бронзових монет.

## Поява дрібної монети Ольвії
Місто Ольвія, завдяки вигідному положенню, посідало перше місце в політичному, економічному та культурному житті серед усіх грецьких міст-колоній Північного Причорномор'я.
Виготовлення власних монет в Ольвії розпочалося під впливом грецьких колоній Істрії та Аполонії наприкінці VII ст. до н.е. Перші монети виготовляли з бронзи у формі стріл — їхня поява пов'язана з поширенням культу давньогрецького бога Аполона Лікаря, атрибутами якого були лук та стріли, і спершу використовувалися як «храмові» гроші, а потім як загальний засіб платежу. Дещо пізніше — на початку VI ст. до н. е. — розпочалося виробництво грошей у формі дельфінів. Саме тому їх називають «дельфінами» або «рибками» — власної назви монети не мали.
Як і монети-стріли, дельфіни спершу мали характер вотивних дарів на честь бога Аполлона Дельфінія, а потім стали загальними грошима.

## «Дельфіни» в грошовому обігу
Тривалий час «стріли» та «дельфіни» паралельно використовувалися на грошовому ринку. Бронзу, з якої вони виготовлялися, завозили з інших грецьких колоній.
Дослідники цих монет у наш час припускають, що 10 «дельфінів» дорівнювали 6 «стрілам». Лише в середині VI ст. до н. е. «дельфіни» стали панівними ольвійськими монетами. Археологічні дослідження засвідчують наявність значної кількості цих грошових знаків у скарбницях храмів та заможних ольвіополітів. Трапляються депозити, що містили по декілька тисяч «дельфінів».
Ці монети використовувались доволі довго — до кінця IV ст. до н. е., коли їх почали витісняти монети мілетської грошової системи. Упродовж 600—540 рр. до н. е. приблизний курс між монетами дорівнював — 2304 «дельфіни» за 1 електровий статер, а у 540—480 рр. до н. е. за статер платили вже 3844 «дельфіни».

## Погляди сучасних дослідників
Нині грошовий характер дельфиновидних монетних зливків не викликає сумнівів. Вони часто зустрічаються у вигляді одиничних і групових знахідок в Ольвії та на острові Березань (окремі знахідки засвідчені в Добруджі і на Боспорі), у багатьох поселеннях кордону 6-5 ст. до н. е., у Нижньому Побужжі. Відомі знахідки таких дельфінів і в могилах ольвійського некрополя в ролі «оболів Харона».
Не виключено, що дельфіни були не державною, а приватною монетою, як це було в Китаї, де фігурні монети відливалися приватними особами. Цим можна пояснити незахищеність дельфінів від підробки. До речі, і в багатьох грецьких містах випуск монети спочатку мав приватний характер і тільки згодом перейшов у виключне відання держави. Більше того, і в 5-4 століттях до нашої ери у деяких центрах грецького світу нарівні з державною монетою збереглися як релікт приватні монети, що випускалися великими торговцями з власних дорогоцінних металів.
Суттєвою особливістю ольвійських дельфінів є наявність серед них великих екземплярів. Такі дельфіни були випущені як парадигма номіналів. Дельфіни мають різну вагу: 2,5 грама, 14,9 і 28,2 грама, 71,5 грама, але найбільш поширені — 2,5-3 грами.
Серед дельфінів важко вловити загальну стилістичну систему. Крім того, ці монети погано класифікуються за номіналами: найбільші монети цього сорту настільки рідкісні й настільки різні за вагою (від 103 до 58 грамів), що їх не можна однозначно поставити у ваговий зв'язок ні з литими круглими монетами Ольвії, ні з дрібними дельфінами, вага яких коливається від 4 до 6,5 грамів.